# ArchBang
ArchBang è una distribuzione Linux molto leggera, creata da Willensky Aristide e basata su Arch Linux. ArchBang è particolarmente consigliata per i vecchi sistemi o per computer che utilizzando hardware datato, grazie all'impiego di un'interfaccia grafica basata sul window manager Openbox.

## Installazione
Per l'installazione sono disponibili dei Live CD in formato .iso (i686 o x86-64). L'immagine permette agli utenti di provare il sistema operativo prima di installarlo.
L'installazione è resa più facile da un'interfaccia grafica che guida l'utente step by step